# Eubalaena glacialis
La balena franca nordatlantica (Eubalaena glacialis, Müller, 1776) è una balena con i fanoni, una delle tre specie appartenenti al genere Eubalaena. Nell'Oceano Atlantico settentrionale vivono circa 300 balene franche nordatlantiche.

## Descrizione
Come altre balene franche, le balene franche nordatlantiche sono facilmente distinguibili dalle altre balene per le callosità presenti sulla loro testa, per il largo dorso privo di pinna dorsale e per il lungo profilo arcuato della bocca, che comincia sopra l'occhio. Il corpo di questa balena è grigio molto scuro o nero, occasionalmente con alcune macchie bianche sul ventre. Le callosità della balena franca appaiono bianche, non a causa della pigmentazione della pelle, ma per la presenza di grandi colonie di ciamidi o pidocchi delle balene.
Le balene franche adulte misurano solitamente dagli 11 ai 17 metri di lunghezza, e pesano fino a oltre 60 tonnellate; l'esemplare misurato più grande era lungo 18,2 metri e pesava 106,5 tonnellate. Le femmine sono più grandi dei maschi e danno alla luce il primo piccolo a nove o dieci anni di età dopo una gestazione di un anno; l'intervallo tra le nascite sembra essere aumentato in anni recenti ed attualmente si aggira tra i tre ed i sei anni. Alla nascita i piccoli sono lunghi di solito tra i 4 e i 4,5 metri. Abbiamo solamente pochi dati disponibili sulla loro speranza di vita, ma si crede che sia almeno di 50 anni e che le specie strettamente imparentate con essa possano vivere più di un secolo.
Il suo soffio ha una forma a "v", spesso il getto sinistro è più alto del destro e raggiunge l'altezza di 4 metri.

## Caccia alla balena
Le balene franche venivano chiamate così perché i balenieri ritenevano che esse fossero le balene «giuste» da cacciare. Il 40% del peso corporeo di una balena franca è costituito da sego, che possiede relativamente una bassa densità. Di conseguenza, diversamente da molte altre specie di balena, le balene franche morte galleggiano. Questa caratteristica, combinata alla sua lentezza nei movimenti, le ha rese facili da catturare perfino ai balenieri equipaggiati solamente con barche di legno ed arpioni scagliati a mano.
I Baschi furono i primi a cacciare la balena franca nordatlantica su scala commerciale. Ciò avvenne nell'XI secolo nel golfo di Biscaglia. Le balene vennero cacciate inizialmente per il loro olio ma, in seguito ai miglioramenti tecnologici nella conservazione della carne, questi animali vennero utilizzati anche come fonte di cibo. I balenieri baschi si spinsero fino al Canada orientale a partire dal 1530 e alle coste della baia di Todos os Santos (stato di Bahia, in Brasile) dal 1602. Le ultime spedizioni basche a caccia di balene vennero effettuate prima dell'inizio della Guerra dei Sette Anni (1756-1763). In seguito vennero effettuati alcuni tentativi per riportare in voga questa caccia, tutti falliti. La baleneria sulle coste basche continuò sporadicamente nel corso del XIX secolo.
I Baschi vennero rimpiazzati dai balenieri delle nuove colonie americane: i «balenieri yankee». Partendo da Nantucket, nel Massachusetts, e da Long Island, nello stato di New York, gli americani furono in grado di catturare in alcuni anni fino a 100 balene franche. Dal 1750 la balena franca boreale nordatlantica divenne già estinta da un punto di vista commerciale ed i balenieri yankee si spostarono nell'Atlantico meridionale prima della fine del XVIII secolo. Quando divenne chiaro che i branchi erano stati quasi distrutti, nel 1937 venne emesso un bando globale alla caccia alle balene franche. Il bando venne in maggior parte rispettato, sebbene alcuni balenieri continuarono a violarlo per alcuni decenni. I balenieri di Madera catturarono le ultime due balene franche nel 1968.

## Popolazione e distribuzione
Esistono circa 400 balene franche boreali nordatlantiche, quasi tutte nell'oceano Atlantico nord-occidentale. In primavera, estate ed autunno, si nutrono in aree al largo delle coste canadesi e degli USA nord-orientali, in un'area che va dallo stato di New York alla Nuova Scozia. Aree di nutrizione particolarmente popolari sono la Baia di Fundy e la Baia di Cape Cod. In inverno, si spostano a sud, verso la Georgia e la Florida, per partorire.
Negli ultimi decenni vi sono stati alcuni avvistamenti di questa specie più ad est - ricordiamo ad esempio quelli avvenuti nel 2003 nei pressi dell'Islanda. È probabile che questi esemplari siano gli ultimi sopravvissuti della popolazione virtualmente estinta dell'Atlantico orientale, ma l'esame delle testimonianze dei vecchi balenieri suggerisce che siano più probabilmente esemplari provenienti da ovest. Alcuni avvistamenti sono avvenuti in Norvegia, Irlanda, Spagna, Portogallo, Isole Canarie e perfino in Sicilia e sappiamo con certezza che almeno gli individui avvistati in Norvegia provengono dalla popolazione occidentale.